# Maximien de Constantinople
 (mai 2022).
Maximien de Constantinople est patriarche de Constantinople de 431 à 434. Il est élu à la suite de la déposition de Nestorius, lors du concile d'Éphèse.

## Œuvres conservées
- CPG 5770-5773.